# Liste der Kategorie-A-Bauwerke in East Ayrshire

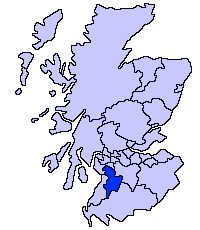
Lage von East Ayrshire in Schottland

Die Liste der Kategorie-A-Gebäude in East Ayrshire umfasst sämtliche in der Kategorie A eingetragenen Baudenkmäler in der schottischen Council Area East Ayrshire. Die Einstufung wird anhand der Kriterien von Historic Scotland vorgenommen, wobei in die höchste Kategorie A Bauwerke von nationaler oder internationaler Bedeutung einsortiert sind. In East Ayrshire sind derzeit 44 Bauwerke in der Kategorie A gelistet.
| Name                           | Lage                                               | Typ              | Eintrag | Bild                          |
| ------------------------------ | -------------------------------------------------- | ---------------- | ------- | ----------------------------- |
| Lodges von Dumfries House      | nahe Auchinleck 55° 27′ 52″ N, 4° 18′ 43,3″ W      | Wohngebäude      | 96      |                               |
| Auchinleck House               | nahe Ochiltree 55° 28′ 41,2″ N, 4° 21′ 48,2″ W     | Herrenhaus       | 948     | Auchinleck House              |
| Waterside Engine House         | Waterside 55° 20′ 41,1″ N, 4° 27′ 31,6″ W          | Industriegebäude | 1092    |                               |
| The Hill                       | nahe Dunlop 55° 42′ 24,9″ N, 4° 31′ 40,2″ W        | Bauernhof        | 5184    |                               |
| Dunlop House                   | nahe Dunlop 55° 42′ 42″ N, 4° 30′ 17,1″ W          | Schloss          | 5187    | Dunlop House                  |
| Clandeboye Vault               | Dunlop 55° 42′ 42,3″ N, 4° 32′ 26,2″ W             | Mausoleum        | 5191    | Clandeboye Vault              |
| Clandeboye School              | Dunlop 55° 42′ 42,3″ N, 4° 32′ 25,9″ W             | Schule           | 5192    | Clandeboye School             |
| Kirkland                       | Dunlop 55° 42′ 44,9″ N, 4° 32′ 17″ W               | Pfarrhaus        | 5194    | Kirkland                      |
| Rowallan Castle                | nahe Kilmarnock 55° 39′ 0,5″ N, 4° 29′ 20,6″ W     | Herrenhaus       | 12523   | Rowallan Castle               |
| Rowallan House                 | nahe Kilmaurs 55° 39′ 9,1″ N, 4° 29′ 32,1″ W       | Villa            | 12524   | Rowallan House                |
| Craufurdland Castle            | nahe Kilmarnock 55° 38′ 10,2″ N, 4° 27′ 16,5″ W    | Herrenhaus       | 12530   |                               |
| Loudoun Castle                 | nahe Galston 55° 36′ 38,1″ N, 4° 22′ 22″ W         | Schloss          | 12536   | Loudoun Castle                |
| Laigh Milton Viaduct           | nahe Gatehead 55° 35′ 55,7″ N, 4° 34′ 1,8″ W       | Brücke           | 12556   | Laigh Milton Viaduct          |
| Cessnock Castle                | nahe Galston 55° 35′ 25,5″ N, 4° 21′ 52,3″ W       | Herrenhaus       | 12562   | Cessnock Castle               |
| Taubenhaus von Tour Garden     | Kilmaurs 55° 38′ 0,9″ N, 4° 31′ 16,5″ W            | Taubenhaus       | 12578   | Taubenhaus von Tour Garden    |
| Altes Rathaus von Kilmaurs     | Kilmaurs 55° 38′ 18,1″ N, 4° 31′ 37,1″ W           | Rathaus          | 12588   | Altes Rathaus von Kilmaurs    |
| Alexander Morton Monument      | Darvel 55° 36′ 33,2″ N, 4° 17′ 59,8″ W             | Monument         | 13461   |                               |
| Sornhill Farm                  | nahe Galston 55° 34′ 41,3″ N, 4° 22′ 1,1″ W        | Herrenhaus       | 13829   |                               |
| Catrine Parish Church          | Catrine 55° 30′ 20″ N, 4° 19′ 58,4″ W              | Kirche           | 14264   | Catrine Parish Church         |
| Sorn Old Bridge                | Sorn 55° 30′ 45,9″ N, 4° 17′ 54,1″ W               | Brücke           | 14272   | Sorn Old Bridge               |
| Sorn Castle                    | nahe Sorn 55° 30′ 51,4″ N, 4° 18′ 3,6″ W           | Herrenhaus       | 14273   | Sorn Castle                   |
| Stallungen von Sorn Castle     | nahe Sorn 55° 30′ 55,3″ N, 4° 18′ 17,6″ W          | Stallungen       | 14274   |                               |
| Stair Bridge                   | Stair 55° 28′ 48,4″ N, 4° 28′ 25,7″ W              | Brücke           | 14371   | Stair Bridge                  |
| Stair House                    | Stair 55° 28′ 59,4″ N, 4° 28′ 12,9″ W              | Herrenhaus       | 14372   | Stair House                   |
| Dumfries House                 | nahe Cumnock 55° 27′ 20,2″ N, 4° 18′ 29″ W         | Herrenhaus       | 14413   | Dumfries House                |
| Brücke von Dumfries House      | nahe Cumnock 55° 27′ 27,8″ N, 4° 18′ 49,2″ W       | Brücke           | 14414   | Brücke von Dumfries House     |
| Taubenhaus von Dumfries House  | nahe Cumnock 55° 27′ 18,5″ N, 4° 18′ 39,8″ W       | Taubenhaus       | 14416   | Taubenhaus von Dumfries House |
| Mauchline Castle               | Mauchline 55° 30′ 57,4″ N, 4° 22′ 50,8″ W          | Tower House      | 14471   | Mauchline Castle              |
| Ballochmyle Viaduct            | nahe Mauchline 55° 29′ 58,3″ N, 4° 21′ 44,4″ W     | Brücke           | 14483   | Ballochmyle Viaduct           |
| Kennox House                   | nahe Stewarton 55° 40′ 15,9″ N, 4° 34′ 11,7″ W     | Herrenhaus       | 18490   | Kennox House                  |
| High Williamshaw               | nahe Stewarton 55° 42′ 11,7″ N, 4° 29′ 2,4″ W      | Bauernhof        | 18496   | High Williamshaw              |
| Taubenturm von Treesbank House | nahe Riccarton 55° 34′ 43,2″ N, 4° 30′ 30,5″ W     | Taubenturm       | 18512   |                               |
| Caprington Castle              | nahe Kilmarnock 55° 35′ 37,7″ N, 4° 31′ 42,8″ W    | Herrenhaus       | 18517   | Caprington Castle             |
| Craigengillan                  | nahe Dalmellington 55° 17′ 44,4″ N, 4° 24′ 20,5″ W | Herrenhaus       | 18793   | Craigengillan                 |
| Stallungen von Craigengillan   | nahe Dalmellington 55° 17′ 43,2″ N, 4° 24′ 19,7″ W | Stallungen       | 18794   | Stallungen von Craigengillan  |
| Barskimming New Bridge         | nahe Mauchline 55° 29′ 48,7″ N, 4° 24′ 15,8″ W     | Brücke           | 19483   | Barskimming New Bridge        |
| Marktkreuz von Cumnock         | Cumnock 55° 27′ 14,5″ N, 4° 15′ 58,3″ W            | Marktkreuz       | 24093   | Marktkreuz von Cumnock        |
| Bank Railway Viaduct           | Cumnock 55° 27′ 31,6″ N, 4° 15′ 25,1″ W            | Brücke           | 24133   | Bank Railway Viaduct          |
| St Sophia’s Church             | Galston 55° 35′ 56,7″ N, 4° 22′ 39,4″ W            | Kirche           | 32010   | St Sophia’s Church            |
| Laigh Kirk                     | Kilmarnock 55° 36′ 34,6″ N, 4° 29′ 52″ W           | Kirche           | 35875   | Laigh Kirk                    |
| Dean Castle                    | Kilmarnock 55° 37′ 23,8″ N, 4° 29′ 2,1″ W          | Burg             | 35884   | Dean Castle                   |
| Palace Theatre                 | Kilmarnock 55° 36′ 34,8″ N, 4° 29′ 39,7″ W         | Theater          | 35903   | Palace Theatre                |
| Holy Trinity Church            | Kilmarnock 55° 36′ 27,4″ N, 4° 30′ 1,6″ W          | Kirche           | 35946   | Holy Trinity Church           |
| Old High Kirk                  | Kilmarnock 55° 36′ 44,4″ N, 4° 29′ 40,9″ W         | Kirche           | 35965   | Old High Kirk                 |